# Ushuaia megye
Ushuaia egy megye Argentína déli részén, Tűzföld tartományban. Székhelye Ushuaia.

## Földrajz
A megye Argentína legdélebbi megyéje (az antarktiszi részeket nem számítva). Északi határát részben a Fagnano-tó alkotja, délen a Beagle-csatorna választja el a még délebbi, Chiléhez tartozó szigetektől. A megyéhez tartozik a fő tűzföldi szigettől keletre található Államok-sziget is.

## Népesség
A megye népessége a közelmúltban a következőképpen változott:
| Év   | Lakosság |
| ---- | -------- |
| 2001 | 45 070   |
| 2010 | 56 956   |